# European Darts Matchplay 2020
Das European Darts Matchplay 2020 sollte ursprünglich als ein Turnier der European Darts Tour 2020 im Rahmen der PDC Pro Tour 2020 vom 26. bis 28. Juni in der Arena Trier ausgetragen werden. Wegen der COVID-19-Pandemie wurde die sechste Austragung des gleichnamigen Ranglistenturniers jedoch abgesagt.